# 9K34 Strela-3
De 9K34 Strela-3 (Russisch: 9К34 «Стрела-3», NAVO-codenaam: SA-14 Gremlin) is een draagbaar luchtverdedigingswapen (ook wel MANPADS genoemd) ontwikkeld in de Sovjet-Unie als antwoord op het onderpresteren van zijn voorganger, de 9K32 Strela-2 (SA-7 Grail). Het nieuwe wapen werd in januari van 1974 in gebruik genomen door het Sovjetleger.

## Gebruik

### Irak
Op 22 november 2003 werd een Airbus A300 vrachtvliegtuig geraakt door een Strela-3 raket nadat het opsteeg vanaf de Internationale Luchthaven Baghdad. Het vliegtuig kon veilig landen ondanks het verliezen van hydrauliek.
Op 6 mei 2006 werd een Britse Westland Lynx AH.7 helikopter van de 847 Squadron van de Royal Navy neergeschoten boven Basra door een Strela-3. Vijf bemanningsleden kwamen het leven.

### Georgië
Tijdens het Georgisch-Abchazisch conflict op 14 december 1992, schoot de Georgische landmacht een Russische Mi-8 helikopter neer met een Strela-3. 3 bemanningsleden en 58 passagiers kwamen om, de meesten daarvan Russische vluchtelingen. Op 4 juli 1993 werd een Soechoj Soe-25 van de Georgische luchtmacht neergeschoten met een Strela-3. Meerdere andere luchtvaartuigen aan beide kanten zijn mogelijk neergeschoten met SA-14 MANPADS'.

### Voormalig Joegoslavië
Een Britse Sea Harrier FRS1 van 801 Naval Air Squadron, gebaseerd op HMS Ark Royal werd op 16 april 1994 neergeschoten tijdens een aanval op twee Servische T-55 tanks in Bosnië. De piloot, Luitenant Nick Richardson, gebruikte een schietstoel en landde in een gebied onder controle was van de bevriende Bosniakken.

### Democratische Republiek Congo
Op 11 oktober 1998 werd een Il-76 transportvliegtuig van de luchtmacht van Zimbabwe neergeschoten met een SA-14 door Congolese rebellen tijdens de Tweede Congolese Burgeroorlog. Hierdoor kwamen 40 Zimbabwaanse troepen en bemanningsleden om het leven.

### Afghanistan
De Noordelijke Alliantie schoot tijdens de Taliban aanval op Taloqan in 2000 8 MiG-21 en Soechoj Soe-22 straaljagers van de Taliban neer met Strela-3 luchtdoelraketten.

## Gebruikers

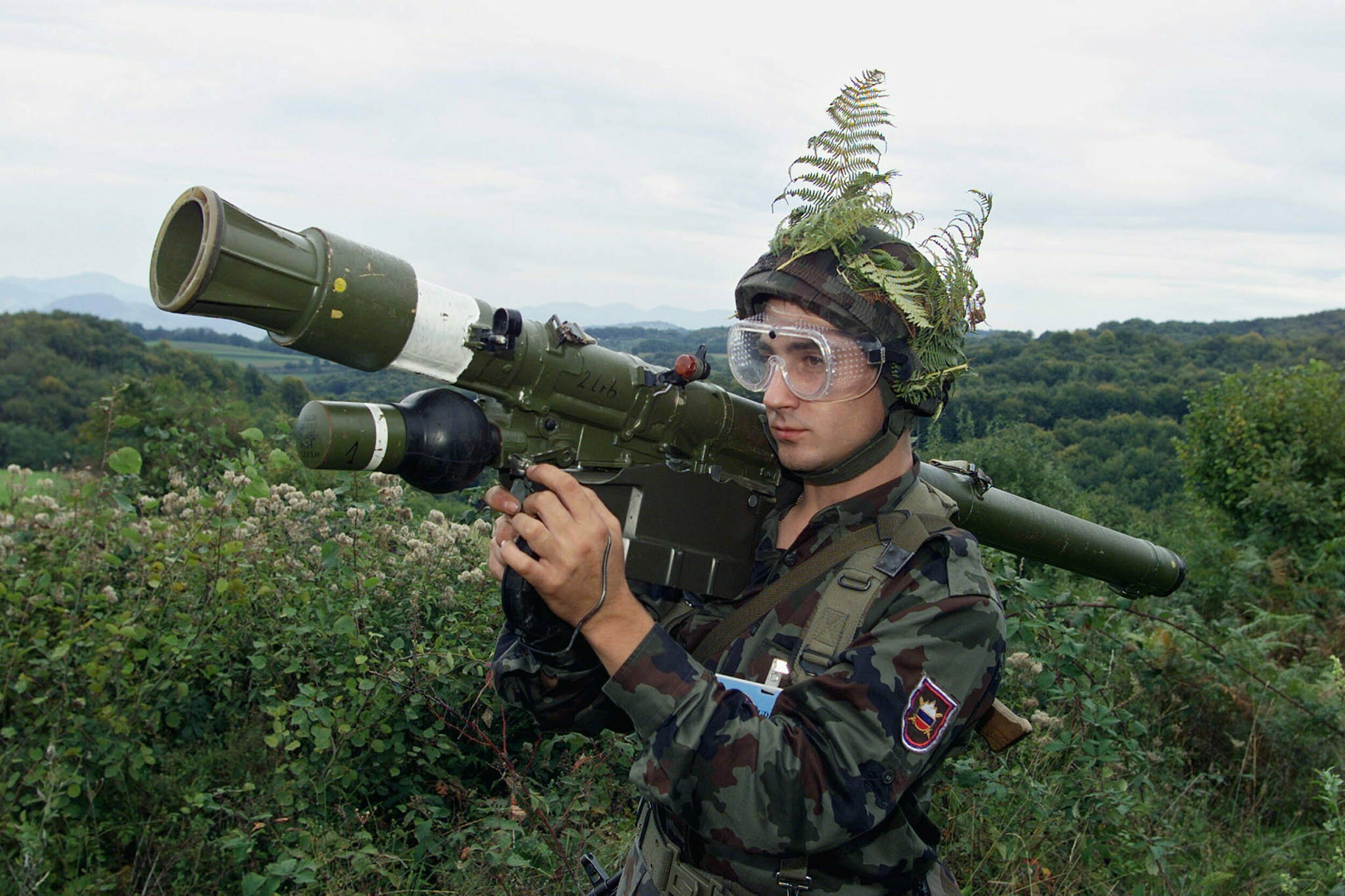
Een Sloveense militair met een Strela-3 MANPADS

### Huidige gebruikers
- Afghanistan
  -  Dschamiat-i Islāmi[4]
- Angola[5]
  - UNITA[4]
- Azerbeidzjan[5]
- Bosnië en Herzegovina[5]
- Bulgarije[6]
- Costa Rica[5]
- Georgië[5]
- Hezbollah[4]
- Iran[5]
- Jemen[5]
- Jordanië[5]
- Kazachstan
- Koerdische Arbeiderspartij
- Kroatië[5]
- Nicaragua[5]
- Noord-Korea[5]
- Peru[5]
- Rusland[5]
- Sierra Leone
  -  Revolutionary United Front[4]
- Syrië[5]
- Turkmenistan[5]
- Oekraïne[7]
- Houthi's

### Voormalig gebruikers
- Cuba
- Duitse Democratische Republiek - nooit in militaire dienst genomen.[6]
- Hongarije - nooit in militaire dienst genomen.[6]
- Itsjkerië
- Polen - 100 eenheden gekocht in de jaren 80, nooit in militaire dienst genomen.[6]
- Slovenië
- Sovjet-Unie
- Tamil Eelam[4]
- Tsjecho-Slowakije - nooit in militaire dienst genomen.[6]